# Альципа китайська
Альци́па китайська (Alcippe davidi) — вид горобцеподібних птахів родини Alcippeidae. Мешкає в Китаї і В'єтнамі. Раніше вважався конспецифічним з сірощокою альципою. Вид названий на честь французького монаха і зоолога Армана Давида.

## Підвиди
Виділяють два підвиди:
- A. d. schaefferi La Touche, 1923 — від південно-східного Юньнаню і Гуансі до північного-східного В'єтнаму;
- A. d. davidi Styan, 1896 — південь Центрального Китаю (від західного Хубею до Хунаню, Сичуаню і північно-східного Юньнаню).

## Поширення і екологія
Китайські альципи живуть у вологих тропічних лісах.